# Conductor
Conductor (コンダクター, Kondakutā) est un shōjo manga scénarisé par Manabu Kaminaga et dessiné par Nokiya, prépublié dans le magazine Monthly Asuka et publié par l'éditeur Kadokawa Shoten en quatre volumes reliés sortis entre octobre 2010 et juin 2011. La version française est éditée par Ki-oon en quatre tomes sortis entre novembre 2011 et juin 2012.

## Synopsis
Jeune flûtiste de talent, Naomi est perturbée par un cauchemar récurrent : un inconnu vêtu de noir qui tient un crâne entre ses mains la précipite dans les ténèbres. Elle finit par consulter un psychanalyste pour comprendre la raison de ces rêves inquiétants. C’est alors que la police fait une macabre découverte dans l’appartement voisin du sien : un corps sans tête, momifié. Y aurait-il un lien avec ses cauchemars ? Un passé oublié semble revenir hanter la jeune fille…

## Liste des volumes
| no | Japonais         | Japonais          | Français         | Français          |
| no | Date de sortie   | ISBN              | Date de sortie   | ISBN              |
| -- | ---------------- | ----------------- | ---------------- | ----------------- |
| 1  | 21 octobre 2010  | 978-4-04-854545-7 | 10 novembre 2011 | 978-2-35592-327-2 |
| 2  | 20 novembre 2010 | 978-4-04-854561-7 | 9 février 2012   | 978-2-35592-360-9 |
| 3  | 22 avril 2011    | 978-4-04-854624-9 | 12 avril 2012    | 978-2-35592-376-0 |
| 4  | 22 juin 2011     | 978-4-04-854643-0 | 14 juin 2012     | 978-2-35592-403-3 |

### Édition japonaise
Kadokawa Shoten
1. 1 2  (ja) « Tome 1 »
2. 1 2  (ja) « Tome 2 »
3. 1 2  (ja) « Tome 3 »
4. 1 2  (ja) « Tome 4 »

### Édition française
Ki-oon
1. 1 2  « Tome 1 »
2. 1 2  « Tome 2 »
3. 1 2  « Tome 3 »
4. 1 2  « Tome 4 »